# Avengers: Age of Ultron
Avengers: Age of Ultron je americký akční sci-fi film z roku 2015, který natočil režisér a scenárista Joss Whedon podle komiksů o superhrdinském týmu Avengers. Tato skupina pod vedením Kapitána Ameriky (Chris Evans) musí zachránit svět před Ultronem, umělou inteligencí, která chce vyhubit lidstvo. Jedná se o pokračování filmu Avengers z roku 2012 a zároveň jedenáctý celovečerní snímek filmové série Marvel Cinematic Universe. V letech 2018 a 2019 byly do kin uvedeny snímky Avengers: Infinity War a Avengers: Endgame.
Snímek Avengers: Age of Ultron dosáhl značného komerčního úspěchu. Celosvětově ve své době se stal pátým nejvýdělečnějším filmem všech dob a celkově druhou nejvýdělečnější filmovou adaptací komiksu.

## Příběh
Ve východoevropské zemi Sokovii zaútočí tým Avengers, který tvoří Tony Stark, Steve Rogers, Thor, Bruce Banner, Nataša Romanovová a Clint Barton, na pevnost organizace Hydra. V ní baron Wolfgang von Strucker provádí pomocí žezla, které dříve používal Loki, experimenty na lidech. Skupina se zde střetne i se dvěma „vylepšenými“ – dvojčaty Maximovovými, přičemž Pietro je schopný vyvinout nadlidskou rychlost a Wanda má telepatické a telekinetické schopnosti. Po boji tým zadrží Struckera a Stark získá žezlo.
Stark a Banner po návratu do New Yorku objeví umělou inteligenci obsaženou v drahokamu žezla a tajně ji využijí k dokončení Starkova projektu Ultron, který má zajistit globální bezpečnost. Ultron ovšem neočekávaně začne vnímat a kvůli informacím o lidech, které získal z počítačové sítě, uvěří, že jediným způsobem k záchraně Země je vyhladit lidstvo. Jako prvního eliminuje Starkovu umělou inteligenci J.A.R.V.I.S.e a poté zaútočí na Avengers. Ukradne žezlo a zmizí s ním do Sokovie, kde začne vylepšovat své umělé tělo a také započne s budováním armády robotů. Ultron v Sokovii rovněž zabije Struckera a naverbuje dvojčata, která viní Starka ze smrti svých rodičů, kterou zapříčinily jím vyrobené zbraně. Společně zamíří do jižní Afriky za překupníkem Ulyssesem Klauem, aby získali wakandské vibranium. Na Klaueovu základnu je vystopují Avengers, kteří zaútočí na Ultrona a Maximovovy, nicméně Wanda útočníky zneškodní děsivými vizemi, které jim vloží do myslí. Kvůli tomu začne řádit Hulk, kterého musí Stark ve svém speciálním „protihulkovém“ obleku zastavit.
Tým se ukryje do utajeného domu, v němž žije Bartonova rodina. Důvodem pro odchod do ústraní je celosvětová negativní odezva na ničení a strach z Wandiných halucinací. Pouze Thor zamíří za doktorem Erikem Selvigem konzultovat své apokalyptické vize. Romanovová a Banner si mezitím v Bartonově domě uvědomí vzájemné city a chtějí odejít. Dorazí však Nick Fury, jenž povzbudí tým, aby vytvořili plán útoku na Ultrona. Ten si mezitím v Soulu podmanil doktorku Helen Cho, aby s pomocí své technologie na výrobu syntetické pokožky, vibrania a drahokamu ze žezla vytvořila pro něj nové tělo. Když se začne do nového těla nahrávat, Wanda dokáže přečíst jeho mysl a pozná, že se chystá vyhubit celé lidstvo – proto se od něj i s bratrem odvrátí. Rogers, Romanovová a Barton Ultrona najdou a získají syntetické tělo, nicméně sám Ultron opět unikne a navíc zajme Romanovovou.
Stark potají nahraje poničeného J.A.R.V.I.S.e (který je stále funkční, neboť se před Ultronem skryl na internetu) do získaného těla, což vyvolá mezi Avengers rozepře. Po svém návratu pomůže Thor Starkovi oživit tělo, neboť drahokam zasazený v jeho čele, jeden ze šesti Kamenů nekonečna, nejmocnějších předmětů ve vesmíru, viděl ve své vizi. Nově zrozený Vision se i s dvojčaty přidá k Avengers a společně se vrátí do Sokovie, kde Ultron využívá zbylé vibranium ke stavbě zařízení, jež dokáže zvednout centrum města do vzduchu a to tak vysoko, aby po dopadu způsobilo vyhynutí lidstva. Banner zachrání z vězení Romanovovou a změní se v Hulka. Avengers mezitím bojují s Ultronovou robotickou armádou, dorazí však Helicarrier s Furym, Marií Hillovou, Jamesem Rhodesem a agenty S.H.I.E.L.D.u, kteří začnou evakuovat civilisty. Pietro Maximov zachrání při Ultronově střelbě z Quinjetu Bartona a malého chlapce, sám však utrpí smrtelné zranění. Rozezlená Wanda touží po pomstě a vydá se zničit Ultronovo primární tělo. Město se začne řítit dolů, nicméně Stark a Thor přetíží zařízení a celá masa se ještě v atmosféře rozpadne na malé kousky. Hulk, který si uvědomuje, že by ohrozil Romanovovou tím, že by byl s ní, odletí v Quinjetu neznámo kam. Vision se střetne s posledním Ultronovým tělem, které zničí, čímž definitivně Ultrona zabije.
Avengers zřídí novou základnu, kterou povedou Fury, Hillová, Cho a Selvig. Thor se poté vrátí na Asgard, aby se dozvěděl více o silách, které podezřívá ze zinscenování nedávných událostí. Stark a Barton také odejdou, nicméně Rogers a Romanovová se připravují k výcviku nových členů Avengers, kterými jsou James Rhodes, Vision, Sam Wilson a Wanda Maximovová.
Titán Thanos, zklamán z neúspěchu svých loutek, kterými dříve byli Loki, Ronan a nyní Ultron, si nasadí rukavici a slíbí, že osobně získá Kameny nekonečna.

## Obsazení

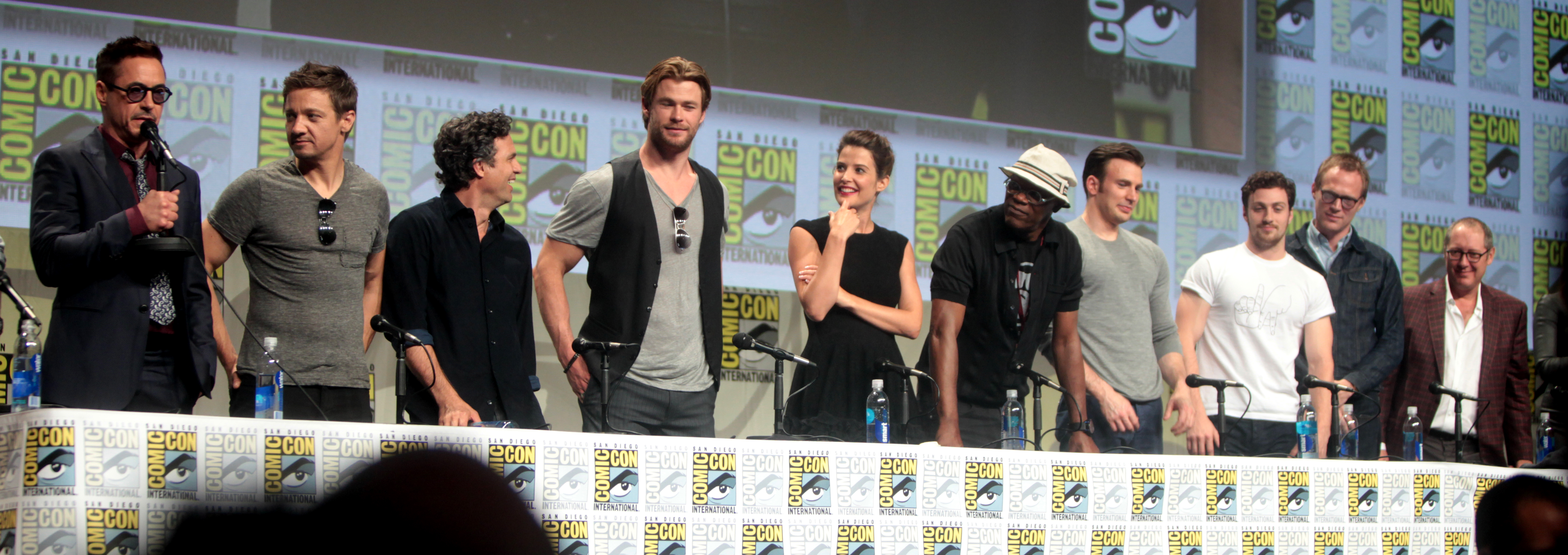
Herci z filmu Avengers: Age of Ultron. Zleva Robert Downey Jr., Jeremy Renner, Mark Ruffalo, Chris Hemsworth, Cobie Smuldersová, Samuel L. Jackson, Chris Evans, Aaron Taylor-Johnson, Paul Bettany a James Spader

- Robert Downey Jr. (český dabing: Aleš Procházka) jako Tony Stark / Iron Man, miliardář, vynálezce, playboy a filantrop s elektromechanickým oblekem
- Chris Hemsworth (český dabing: Jan Maxián) jako Thor, korunní princ mimozemské říše Asgarďanů
- Mark Ruffalo (český dabing: Pavel Šrom) jako Bruce Banner / Hulk, vědec, který byl v minulosti vystaven záření gama. To způsobuje jeho proměnu v obrovského Hulka.
- Chris Evans (český dabing: Libor Bouček) jako Steve Rogers / Kapitán Amerika (v originále Captain America), veterán z druhé světové války, kdy byla jeho fyziologie vylepšena díky experimentálnímu séru. Desítky let zůstal uvězněný v ledu.
- Scarlett Johanssonová (český dabing: Jitka Moučková) jako Nataša Romanovová / Black Widow (v originále Natasha Romanoff), původem ruská agentka–špiónka, dříve pracující pro agenturu S.H.I.E.L.D.
- Jeremy Renner (český dabing: Pavel Tesař) jako Clint Barton / Hawkeye, agent–lučištník, dříve pracující pro agenturu S.H.I.E.L.D.
- Don Cheadle (český dabing: Jan Čenský) jako plukovník James „Rhodey“ Rhodes / War Machine, důstojník amerického letectva disponující elektromechanickým oblekem
- Aaron Taylor-Johnson (český dabing: Filip Tomsa) jako Pietro Maximov (v originále Pietro Maximoff), vylepšený člověk schopný vyvinout nadlidskou rychlost, dvojče Wandy
- Elizabeth Olsenová (český dabing: Helena Dvořáková) jako Wanda Maximovová (v originále Wanda Maximoff), vylepšený člověk ovládající energii, hypnózu a telekinezi, dvojče Pietra
- Paul Bettany (český dabing: Filip Švarc) jako hlas J.A.R.V.I.S.e, umělá inteligence pomáhající Tonymu Starkovi, a jako Vision, android vytvořený Ultronem
- Cobie Smuldersová (český dabing: Tereza Chudobová) jako Maria Hillová, bývalá agentka agentury S.H.I.E.L.D., která nyní pracuje pro Tonyho Starka
- Anthony Mackie (český dabing: Michal Holán) jako Sam Wilson / Falcon, bývalý parazáchranář disponující batohem se skládacími křídly
- Hayley Atwellová (český dabing: Kateřina Petrová) jako Peggy Carterová, bývalá důstojnice agentury S.S.R. a spoluzakladatelka agentury S.H.I.E.L.D.
- Idris Elba (český dabing: David Suchařípa) jako Heimdall, asgardský strážce Bifröstu
- Linda Cardelliniová (český dabing: Petra Jungmanová) jako Laura Bartonová, manželka Clinta Bartona
- Stellan Skarsgård (český dabing: Jiří Hromada) jako Erik Selvig, astrofyzik a Thorův přítel
- Claudia Kimová (český dabing: Anna Brousková) jako Helen Cho, genetička pomáhající Avengers
- Thomas Kretschmann (český dabing: Roman Zach) jako baron Wolfgang von Strucker, jeden z vůdců Hydry, specializující se na experimenty s lidmi, pokročilou robotiku a umělou inteligenci
- James Spader (český dabing: Jan Šťastný) jako Ultron, umělá inteligence vytvořená Starkem a Bannerem, jejímž účelem měla být ochrana světového míru
- Samuel L. Jackson (český dabing: Vladimír Kratina) jako Nick Fury, mentor týmu Avengers a bývalý ředitel agentury S.H.I.E.L.D.

V dalších rolích se představili také Henry Goodman (doktor List), Andy Serkis (Ulysses Klaue), Kerry Condonová (hlas F.R.I.D.A.Y.) a Julie Delpyová (Madam B.). V cameo rolích se ve filmu objevili i Josh Brolin (Thanos) a Stan Lee (válečný veterán).

## Produkce

### Vývoj

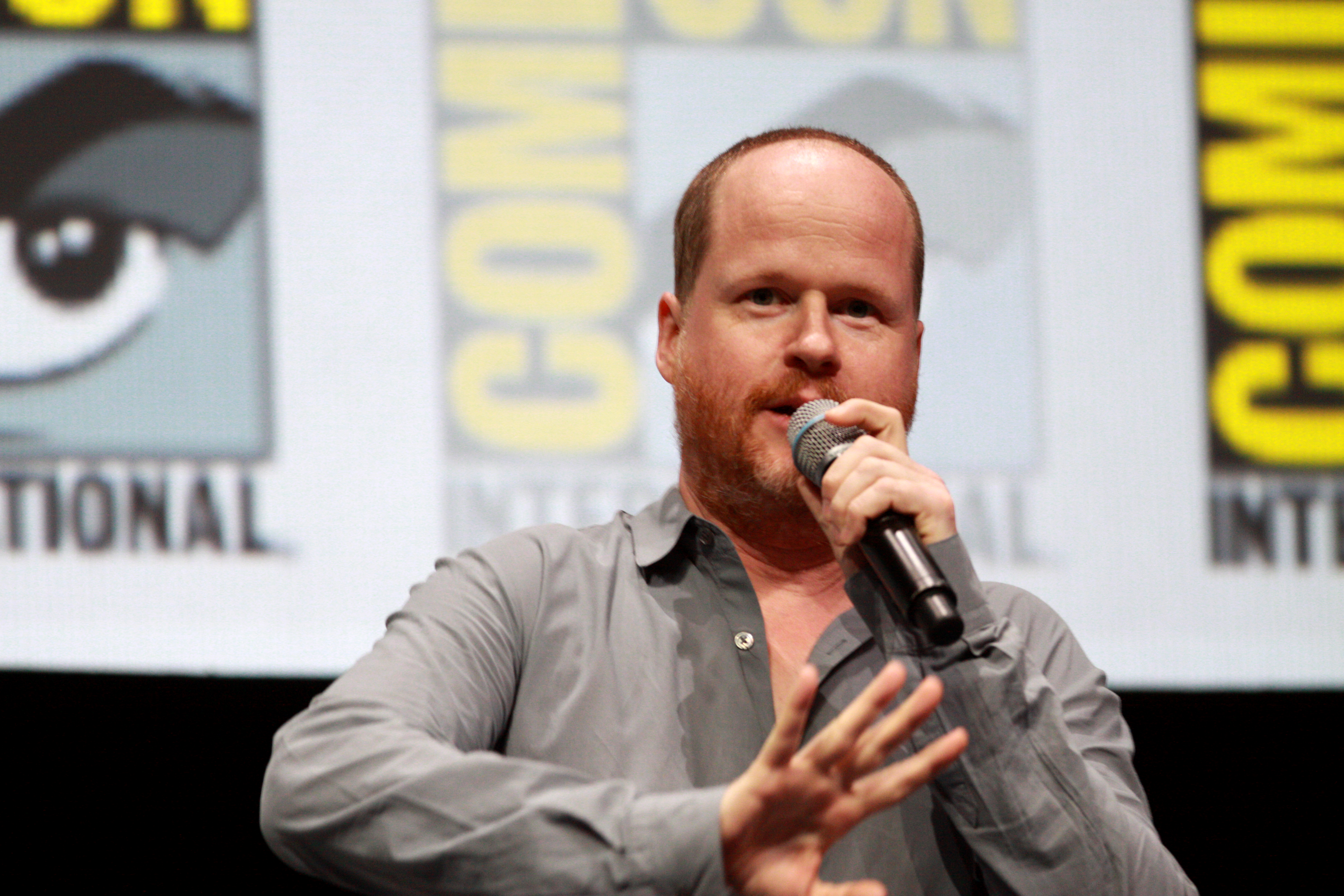
Režisér a scenárista Joss Whedon propagující Avengers: Age of Ultron na Comic-Conu 2013

Druhý film o Avengers poprvé zmínil producent Kevin Feige v říjnu 2011, kdy informoval o faktu, že Marvel Studios začínají pracovat na snímcích druhé fáze vlastní filmové série. A právě završením této fáze by mohl být sequel o superhrdinském týmu, podobně, jako byl film Avengers vyvrcholením první fáze. Na premiéře snímku Avengers v dubnu 2012 Feige uvedl, že studio má s Jossem Whedonem, režisérem a scenáristou tohoto filmu, dohodnutou opci na další díl.
Díky komerčnímu úspěchu Avengers byl v květnu 2012 oznámen vývoj sequelu. Na pozici scenáristy i režiséra se vrátil Whedon, který navíc pro Marvel pracoval na přípravě nového televizního seriálu Agenti S.H.I.E.L.D. Datum vydání filmu bylo v srpnu 2012 stanoveno na 1. květen 2015. V prosinci 2012 měl Whedon hotový náčrt scénáře. V březnu následujícího roku uvedl, že inspirace pro sequel hledal i ve filmech Star Wars: Epizoda V – Impérium vrací úder a Kmotr II. V raných verzích scénáře se vyskytovala i Captain Marvel, avšak byla vyškrtnuta, protože tvůrci nepovažovali za vhodné představit další superhrdinku v kostýmu a v plné síle, aniž by diváci znali její historii.
Na premiéře filmu Iron Man 3 v dubnu 2013 uvedl Whedon, že dokončil draft scénáře a že pracuje na storyboardech a setkává se s herci. Zmínil se také, že do příběhu zakomponoval sourozeneckou dvojici, přičemž následně prozradil, že jde o Quicksilvera a Scarlet Witch. Právě tato dvojčata mu pomohla přidat do snímku další konflikty, neboť oba nesnáší Ameriku i Avengers. Protože Marvel propůjčil filmová práva na tyto dvě postavy studiu 20th Century Fox, musel se Whedon vyhnout konfliktům s filmovou sérií o X-Menech. Díky tomu mohl do série Marvel Cinematic Universe poprvé vložit nové postavy s vlastní vytvořenou historií a mohl se tak vyhnout koncepci x-menovských mutantů.
Na Comic-Conu v San Diegu 2013 odhalil Whedon podtitul filmu Age of Ultron (i český distributor jej nechal v původní podobě), což bylo pro mnoho fanoušků překvapení, neboť ti předpokládali, že antagonistou bude Thanos, který „tahal za dějové nitky“ v prvním filmu. Podle autorů však tato postava nebyla pro tento snímek nikdy zamýšlena.
Většina herců hlavních postav z prvního snímku měla podepsanou smlouvu i na případné pokračování, pouze Robertu Downeymu Jr. končila jeho dohoda se studiem po snímku Iron Man 3. Novou smlouvu podepsal v červnu 2013 a zahrnovala jak právě chystaný druhý, tak i připravovaný třetí díl Avengers. V srpnu toho roku byl do role Ultrona obsazen James Spader, na konci roku Marvel oznámil v rolích Scarlet Witch a Quicksilvera Elizabeth Olsenovou a Aarona Taylora-Johnsona a potvrdil návrat hlavních herců z předchozích filmů. Na začátku roku 2014 získal roli barona von Struckera Thomas Kretschmann, blíže neurčenou postavu si měla zahrát Claudia Kimová a Paul Bettany, který v předchozích snímcích namluvil umělou inteligenci J.A.R.V.I.S.e, byl obsazen i do nové role Visiona. Rozpočet filmu byl stanoven na 250 milionů dolarů, celkový rozpočet však dosáhl 444 milionů dolarů.

### Natáčení

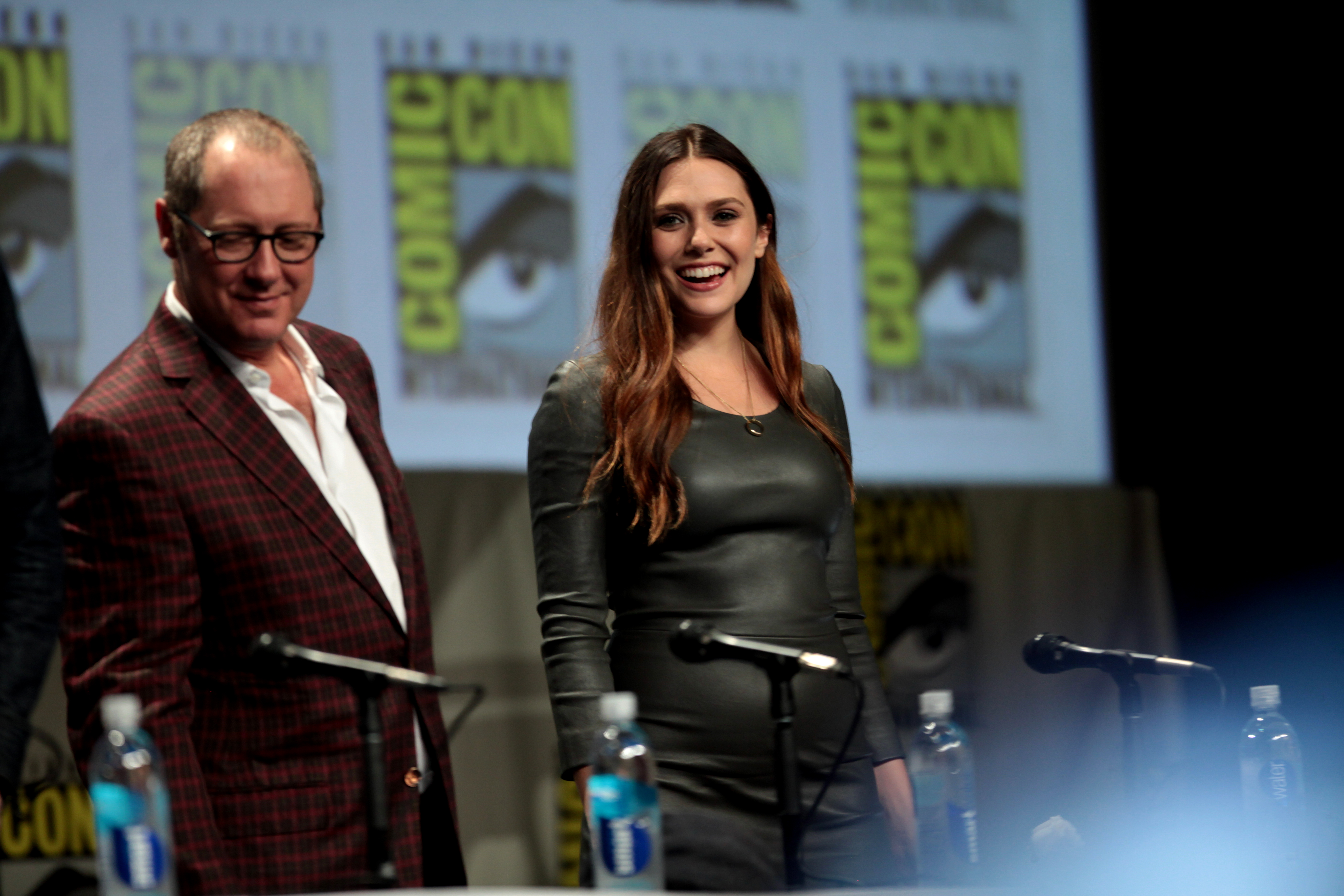
James Spader a Elizabeth Olsenová na Comic-Conu 2014

Natáčení bylo zahájeno 11. února 2014 v Johannesburgu, kde druhý štáb bez představitelů hlavních rolí pořizoval během dvou týdnů záběry, které byly využity jako pozadí při Hulkově africkém řádění. V polovině března započalo v Shepperton Studios poblíž Londýna hlavní natáčení. Vedoucí výpravy Charles Wood zde postavil rozsáhlé kulisy Avengers Tower, což byl jeden z největších setů postavených pro marvelovské filmy, který zahrnoval několik různých propojených prostředí a pater. Od 22. do 28. března se natáčelo v italském regionu Valle d'Aosta, který ve filmu představuje fiktivní východoevropskou zemi Sokovii.
Filmování pokračovalo od 30. března v Soulu, kde se štáb zdržel do 14. dubna. Od dubna natáčení pokračovalo v Anglii, jak ve studiu, tak v exteriérech a interiérech po celé Anglii. Využita byla například University of East Anglia v Norwichi, nebo hrad Dover, kde vznikly interiérové záběry pro Struckerovu základnu Hydry v Sokovii. Sokovijské město představovalo výcvikové zařízení Metropolitní policie v londýnském obvodu Barnet. Doplňkové záběry byly pořízeny i v Čattagrámu v Bangladéši a v New Yorku. Dne 6. srpna 2014 ohlásil Joss Whedon na sociálních sítích, že dokončil hlavní natáčení snímku.
Kameraman Ben Davis, který s Marvelem spolupracoval již na Strážcích Galaxie, využíval s hlavním štábem tři kamery Arri Alexa. Pro potřeby druhého štábu byly k dispozici také kamery Pocket Cinema Cameras od Blackmagic Design. Whedon uvedl, že co se týče použití kamer, byl tento snímek značně odlišný od prvního dílu Avengers. Tentokrát využíval značné množství dlouhých objektivů, čímž mohl natáčet snímek téměř dokumentární formou. Pro vytvoření scén, které zachycovaly, jak Quicksilver vidí při své nadlidské rychlosti okolní svět, byly použity ultra-high-speed kamery a pořízené záběry byly v postprodukci zkombinovány s dalšími, ve kterých se Taylor-Johnson pohybuje stejnou scénou běžnou rychlostí.
Po skončení filmování byla postupně zveřejněna jména dalších herců, včetně Stellana Skarsgårda, Anthonyho Mackieho, Idrise Elby a Toma Hiddlestona, kteří si všichni měli zopakovat postavy, které ztvárnili v předchozích filmech MCU. Hiddlestonovy scény ale nakonec nebyly ve finální verzi použity. Whedon po uvedení filmu do kin uvedl, že měl spor s vedoucími studia, kteří nebyli „nadšeni“ ze scén v Hawkeyeově venkovském domě a ze snových scén jednotlivých členů Avengers, způsobených Scarlet Witch. Rovněž prozradil, že natočil podstatně delší scénu Thora a Selviga v jeskyni, kterou ale kompromisně zkrátil, neboť testovací publikum na ni nereagovalo. Odhalil také, že na úplném konci snímku chtěl ukázat i Captain Marvel a Spider-Mana, což však nakonec nebylo možné, neboť na první postavu nebyla dosud vybrána herečka a v případě Pavoučího muže se Marvel ještě nedohodl se Sony Pictures Entertainment ohledně licenčních práv.
Dotáčky proběhly v lednu 2015 v londýnských Pinewood Studios.

### Vizuální efekty
Ve filmu se nachází 3000 vizuálních efektů, které vytvořilo celkem deset studií. Industrial Light & Magic si i díky Age of Ultron otevřela novou londýnskou pobočku a pro film vyvinula nový systém motion capture, který lépe zachycuje hercův výkon a umožňuje lépe kombinovat jednotlivé záběry. Společnost Method Studios vytvořila interiér nového výcvikového zařízení Avengers a postavy natočené mezi provizorními kulisami umístila do tohoto nového CGI prostředí. Kromě toho se podílela i na novém Iron Manově obleku a měla hlavní roli ve vytváření počítačového efektu pro scény ovládnutí cizí mysli Scarlet Witch.

### Hudba
Hudbu pro Age of Ultron složil Brian Tyler, který nahradil Alana Silvestriho, jenž se podílel na prvním filmu. Pro Tylera to byl po Iron Manovi 3 a Thorovi: Temném světě třetí snímek v rámci série MCU. Uvedl, že hudba pro druhé Avengers skládá poctu Johnu Williamsovi a jeho práci pro filmy Star Wars: Epizoda IV – Nová naděje, Superman a Dobyvatelé ztracené archy a zároveň odkazuje na hudbu v předchozích snímcích o Iron Manovi, Thorovi a Kapitánu Amerikovi. Na filmu Age of Ultron se rovněž podílel Danny Elfman, který mimo jiné s použitím Silvestriho tématu z prvních Avengers vytvořil nové hybridní hudební téma.
Vydavatelství Hollywood Records vydalo soundtrack v digitální distribuci 28. dubna 2015, na fyzických nosičích 19. května téhož roku.

### České znění
České znění v režii Vladimíra Žďánského vyrobilo v roce 2015 Studio Virtual pro Disney Character Voices International. Překlad je dílem Petra Finkouse a Vojtěcha Kostihy. Hlasové obsazení hlavních postav z dabingů předchozích filmů bylo, až na výjimky, převážně dodrženo. Roberta Downeyho Jr. nově namluvil místo Radovana Vaculíka Aleš Procházka, Idris Elba mluví hlasem Davida Suchařípy (dříve Martin Zahálka) a v nadabování Samuela L. Jacksona nahradil Pavla Rímského Vladimír Kratina.

## Vydání

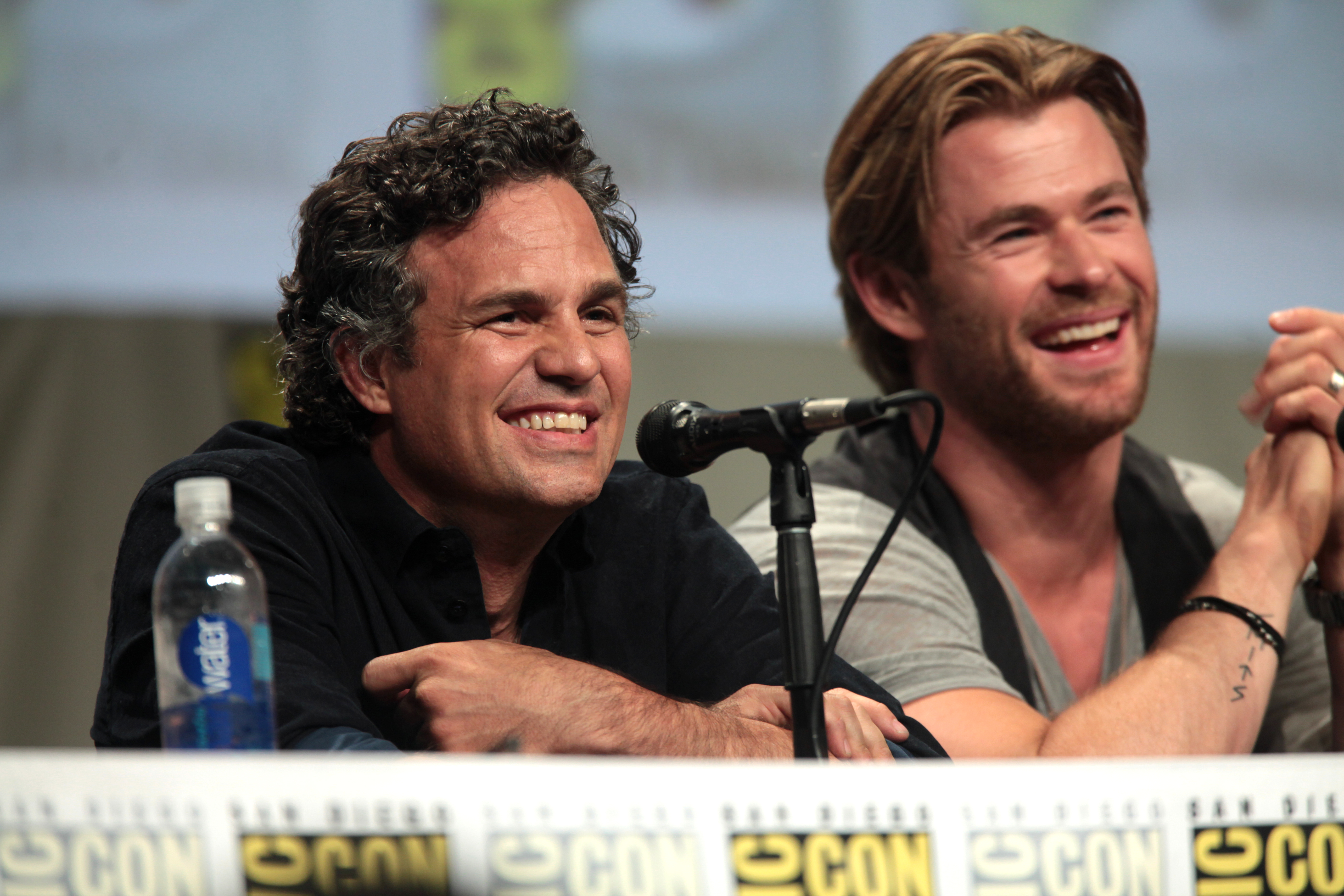
Mark Ruffalo a Chris Hemsworh na Comic-Conu 2014

Slavnostní světová premiéra filmu Avengers: Age of Ultron proběhla v hollywoodském kině Dolby Theatre dne 13. dubna 2015. Evropská premiéra v Londýně se uskutečnila 21. dubna. Již o den později byl snímek uveden do kin v prvních osmi státech (z velkých trhů ve Francii) a poté následovaly další trhy. V Česku byl distribuován společností Falcon a promítán byl od 30. dubna. V USA a Kanadě byl do 4276 kin uveden dne 1. května 2015.
Snímek byl dne 8. září 2015 vydán v digitální distribuci. Lokalizovaná verze DVD a BD vyšla v Česku 23. září, v USA byl snímek na DVD a BD vydán dne 2. října 2015. Blu-ray disk a verze pro digitální distribuci obsahuje kromě samotného filmu také bonusy v podobě dokumentu o natáčení, nepovedených záběrů, vystřižených scén a audio komentáře režiséra a scenáristy Josse Whedona. Na DVD se nachází pouze dokument o natáčení.
Česká televizní premiéra filmu proběhla na stanici HBO dne 7. srpna 2016.

## Přijetí

### Tržby
V Severní Americe utržil film 459 005 868 dolarů. Tržby v ostatních státech činily dalších přibližně 946 408 000 dolarů, takže celkově se jednalo o částku 1 405 413 868 dolarů, o 114 milionů dolarů méně, než první film Avengers. Stal se tak ve své době pátým nejvýdělečnějším filmem historie (roku 2022 se nacházel na dvanáctém místě žebříčku).
Během prvních pěti dnů (22.–26. dubna 2015), kdy byl uveden do kin na 44 zahraničních trzích, utržil snímek 200,2 milionů dolarů. Za první den promítání v USA a v Kanadě (1. května 2015) dosáhly tržby 84,5 milionů dolarů (o 3,6 milionů dolarů více, než měl první díl Avengers), což byl ve své době druhý nejúspěšnější úvodní den historie, přičemž celosvětové tržby do toho dne dosáhly již 425 milionů dolarů. Během premiérového víkendu utržil Age of Ultron v Severní Americe 191,3 milionů dolarů, což byl v té době druhý nejúspěšnější výkon historie (po prvních Avengers). Zároveň jeho tržby činily 82 % tržeb daného víkendu. V Číně byl film promítán od 11. května 2015 a za první čtyři dny utržil 90 milionů dolarů. Celosvětově překonal hranici miliardy dolarů za 24 dnů po uvedení do kin. Age of Ultron byl teprve pátým filmem v historii, který na zahraničních trzích (mimo USA a Kanadu) utržil přes 900 milionů dolarů, čehož docílil 2. června 2015.
Největším zahraničním trhem byla Čína (240,1 milionů dolarů), dále pak Jižní Korea (78,3 milionů dolarů), Spojené království (76,6 milionů dolarů) a Mexiko (50,9 milionů dolarů).
Snímek Avengers: Age of Ultron zhlédlo v Česku za první promítací víkend 131 580 diváků, kteří v pokladnách kin nechali přibližně 20 milionů korun. Celková návštěvnost v ČR dosáhla během deseti týdnů 327 674 diváků a tržeb 49,5 milionu korun (2 miliony dolarů).

### Filmová kritika
Snímek se od kritiků dočkal převážně pozitivních reakcí. Server Rotten Tomatoes udělil filmu na základě 315 recenzí (z toho 236 jich bylo spokojených, tj. 75 %) známku 6,7/10. Server Metacritic ohodnotil snímek 66 body ze 100 možných, přičemž výsledná hodnota byla vypočítána ze 49 recenzí. Podle shrnutí 26 českých recenzí udělil server Kinobox.cz filmu 74 %.
Todd McCarthy z týdeníku The Hollywood Reporter uvedl: „Film Avengers: Age of Ultron sice ve vytvoření vhodného protivníka, což je nanejvýš důležité, uspěl a svým superhrdinům předložil k vyřešení pár nových záležitostí, ale akční scény tentokrát nejsou vždy tak kvalitní.“ Scott Foundas z Variety napsal, že „jestliže je [tento snímek] ztělesněním toho, jak má značková, velkorozpočtová zábava v roce 2015 vypadat, pak jsme na tom mohli být podstatně hůře. Oproti titulní postavě rozhodně Age of Ultron duši má.“ Richard Roeper (Chicago Sun-Times) dal filmu tři a půl hvězdy ze čtyř možných s komentářem: „Jednoho dne se film o Avengers může zhroutit pod váhou své vlastní úžasnosti. Mám tím na mysli otázku, kolikrát vlastně mohou zachránit svět? Ale tentokrát snímek stále stojí pevně na svých nohách.“ Oproti tomu Kenneth Turan z Los Angeles Times poznamenal, že po zhlédnutí snímku „zůstane v mysli pouze velmi málo“ a že myšlenky na film „zmizí beze stopy ihned po spotřebování“. Podle Scotta Mendelsona (Forbes) snímek „Avengers: Age of Ultron působí jako povinnost – kolonka, která musí být odškrtnuta předtím, než se všechno pohne směrem, který všichni chtějí“.

### Ocenění
Snímek byl nominován na čtyři žánrové ceny Saturn (včetně kategorie Nejlepší komiksový film), z nichž vyhrál jednu v kategorii Nejlepší kostýmy.

### Navazující filmy
Díky komerčnímu úspěchu snímku byly v letech 2018 a 2019 uvedeny do kin filmové sequely Avengers: Infinity War Avengers: Endgame. Oba jsou rovněž součástí série Marvel Cinematic Universe (MCU).